# 2090 Mizuho
2090 Mizuho este un asteroid din centura principală, descoperit pe 12 martie 1978 de Takeshi Urata.